# 植食性动物

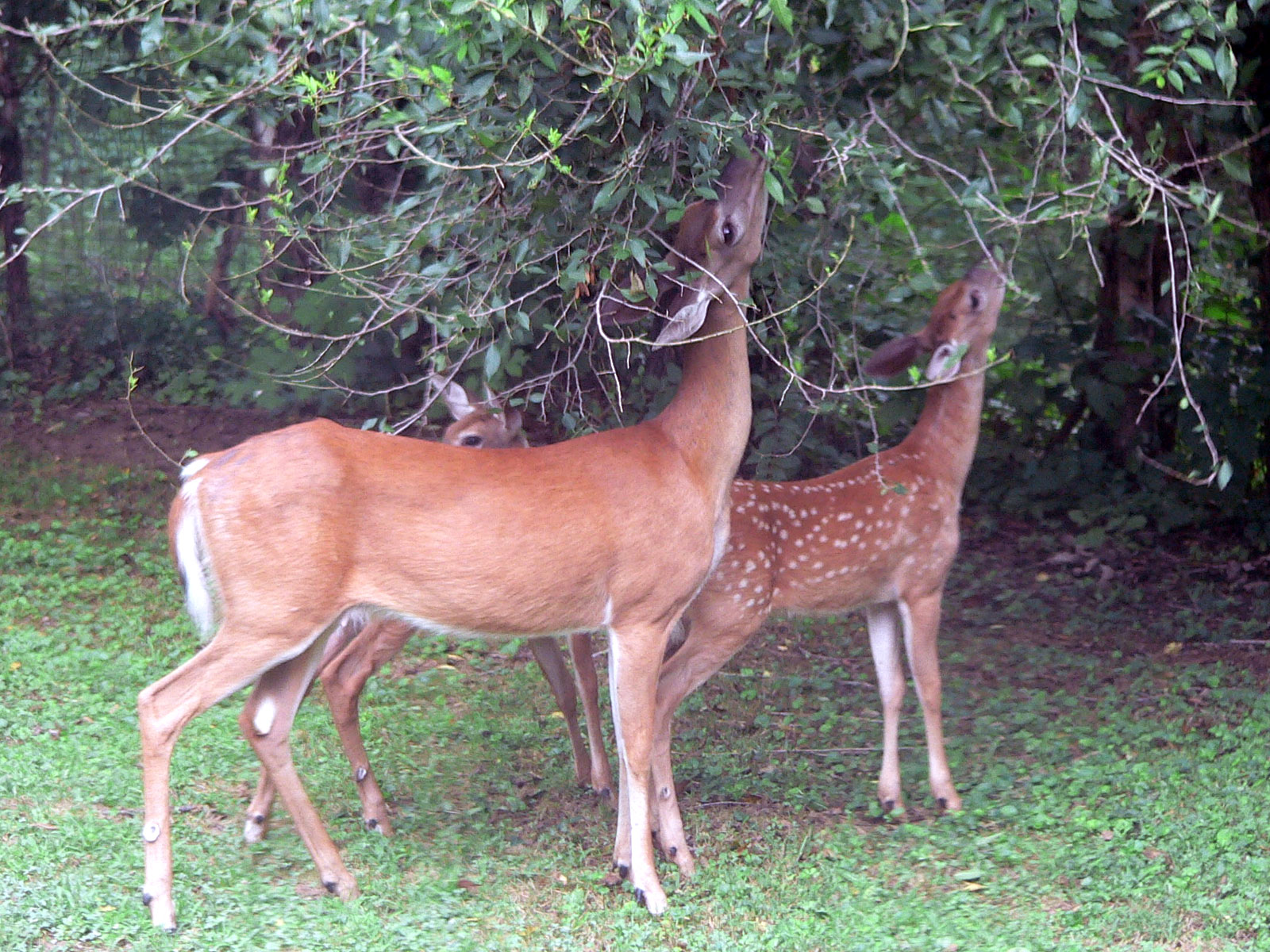
一只成年鹿和兩只幼鹿正在取食樹葉

植食性动物（herbivore）又稱植食动物、食植动物、植食者或植食类，是解剖和生理上适应主动摄入并消化植物为主食的動物，在陆地生态系统中扮演主要的初级消费者。植食性动物可以细分为食草动物、食叶动物、食果动物、食穀动物、食木动物、食蜜动物等。
虽然植食动物常被俗称为 草食性动物 或 食草动物 ，但严格意义上“食草”特指主食为草本植物（特别是禾本科植物）的动物，仅为植食性动物下属的一个分类，并不能涵盖所有植食性动物。特別是中生代白垩纪中晚期的被子植物陆地革命之前根本沒有草（在出现后当时也仅主要被昆虫和少数哺乳动物食用），新生代以前所有植食性生物主要都是食叶动物，因此“食草恐龍”之类的称呼都是錯誤的。
植食性动物的英文术语  是由拉丁文  英语化而来的，herba 意思是小型植物或草本植物，vora 意思是吃或吞食，由 vorare 变形而来； 是指“植食的”。术语  才是指“食草的”，草食性动物  是从拉丁文  “草”转化而来，后半部分的  是拉丁文的 “吃”。
人是雜食性的灵长类动物，其肠胃能消化植物中的淀粉和简单糖类（单糖和寡糖）但无法消化植物中最丰富的纤维素，必须依赖从非植物食物中摄取一些必需的营养，因此主观选择不吃肉的素食者也不能算植食性动物。

## 分類
植食性動物可被进一步分為食草动物、食葉動物、食果動物、食穀动物等。事实上，不少植食動物會同時吃植物的不同部分，例如根和種子。一些草食動物的飲食習慣會隨季節而改變，尤其是溫帶地區，在不同時間會有不同的食物。

### 食草动物（Graminivore）
- 部分偶蹄目，如牛、鹿、骆驼、羊驼、河马
- 马
- 白犀牛
- 兔類
- 大熊貓（雜食性動物，主食为禾本科植物竹子）
- 袋鼠
- 部分啮齿目，如天竺鼠、豪豬、水豚、旅鼠、草原犬鼠
- 陸龜
- 兔

### 食葉动物（Folivore）

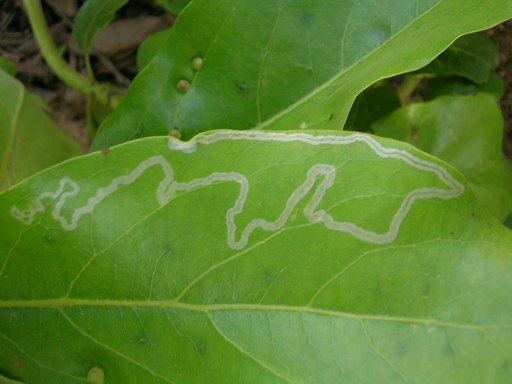
潛葉蟲以樹葉組織為食

- 黑犀牛
- 貘
- 长颈鹿科
- 象
- 树懒
- 無尾熊
- 部分靈長目，如大猩猩和狐猴科
- 麝雉
- 鴞鸚鵡
- 部分爬蟲類，如陸龜和綠鬣蜥
- 廣腰亞目
- 毛蟲
- 潛葉蟲
- 多數蝸牛
- 蛞蝓

### 食果动物（Frugivore）
- 部分靈長目，如紅毛猩猩、鬼夜猴
- 狐蝠
- 部分鳥類，如鸚鵡、犀鳥、雞
- 果蠅
- 椰子蟹

### 食穀动物（Granivore）
- 部分齧齒動物，如倉鼠、松鼠、鼯鼠
- 象鼻蟲
- 雀類

### 食蜜动物（Nectarivore）
- 蜜蜂
- 蜜蟻
- 蝴蝶
- 天蛾
- 花金龜
- 蜂鳥
- 部分雀形目，如太陽鳥、吸蜜鳥和啄花鳥
- 長吻負鼠（英语：Honey possum）
- 部分蝙蝠，例如厄瓜多爾長舌蝠（英语：Tube-lipped nectar bat）、索熱爾長舌蝠、長舌果蝠

### 食汁液動物（Exudativore）

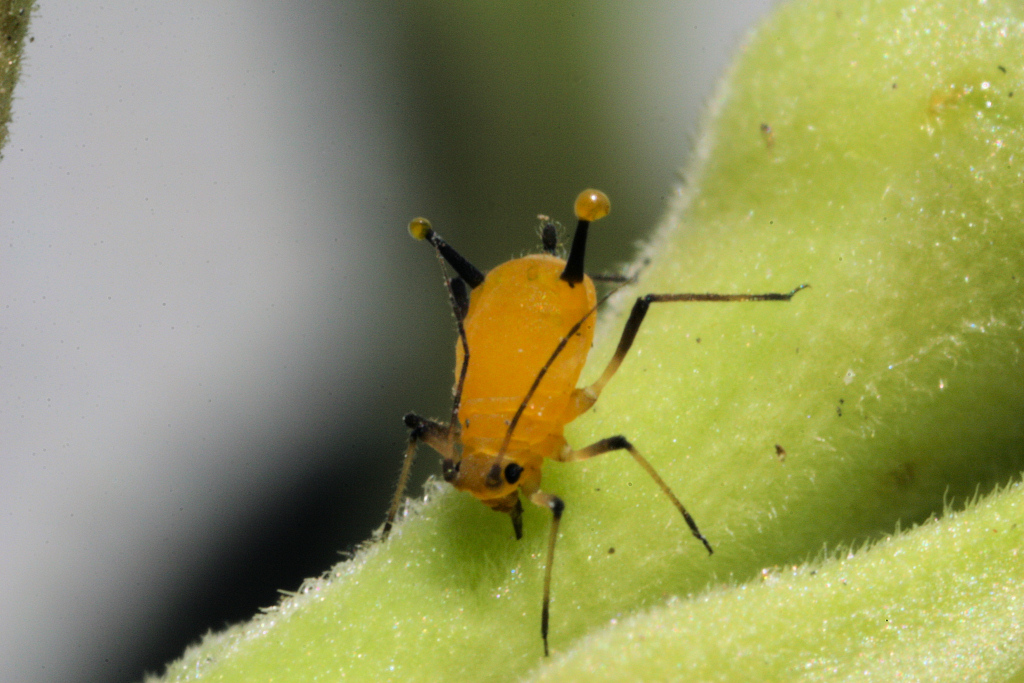
蚜蟲以植物汁液為食

- 蚜蟲
- 劃蝽
- 頸喙亞目

#### 食樹液動物（Gummivore）
- 兜蟲
- 鍬形蟲
- 蟬

### 食花粉动物（Palynivore）
- 蜂族
- 長腳蜂
- 食蚜蠅
- 薊馬
- 部分螨

### 食木动物（Xylophage）
- 海狸
- 白蚁
- 天牛
- 小蠹
- 木蝨
- 船蛆

### 非严格意义的植食性动物
有的动物所食入生物并非植物，而是藻类（大型藻和浮游藻），或者是寄生于植物的非动物生物例如真菌（如蘑菇）和细菌等。这类动物因为并不使用其它动物所以有时被模糊定义为是素食性的，其中有些（如食藻动物）更是摄入自养生物的初级消费者，但严格来讲它们并非直接吃植物来维持生命，因此不能算真正的植食性动物。

#### 食藻動物（Algivore）
- 磷蝦
- 海膽
- 鸚哥魚
- 紅鶴
- 海牛目
- 蝌蚪
- 海鬣蜥

#### 食真菌动物（Fungivore）
- 切葉蟻
- 蕈蚋科
- 蚤蠅
- 部分蛞蝓

#### 食细菌动物（Bacterivore）
- 钟形虫（英语：Vorticella）

## 海洋中食植动物
在海洋中，中比较大型的食植动物为海牛类（Trichechidae），主要食用海藻和高等水生植物。而篮子鱼科（Siganidae）和雀鲷科（Pomacentridae）的鱼类主要以海藻为饵。鲻科（Mugilidae）鱼类主要摄食底层藻类。